# Liste der Biografien/Rich
Liste der Biografien |
Portal Biografien |
Personensuche
# |
A |
B |
C |
D |
E |
F |
G |
H |
I |
J |
K |
L |
M |
N |
O |
P |
Q |
R |
S |
T |
U |
V |
W |
X |
Y |
Z |
?
 
Ra |
Rb |
Rd |
Re |
Rh |
Ri |
Rj |
Rk |
Rl |
Rm |
Rn |
Ro |
Rr |
Rs |
Rt |
Ru |
Rv |
Rw |
Rx |
Ry |
Rz
 
Ria |
Rib |
Ric |
Rid |
Rie |
Rif |
Rig |
Rih |
Rii |
Rij |
Rik |
Ril |
Rim |
Rin |
Rio |
Rip |
Riq |
Rir |
Ris |
Rit |
Riu |
Riv |
Riw |
Rix |
Riy |
Riz
 
Rica |
Ricb |
Ricc |
Rice |
Rich |
Rici |
Rick |
Ricl |
Rico |
Ricq |
Rics |
Rict |
Ricu |
Ricz
 
Richa |
Richb |
Richd |
Riche |
Richg |
Richi |
Richl |
Richm |
Richn |
Richo |
Richr |
Richs |
Richt |
Richu |
Richw |
Richz
Die Liste der Biografien führt alle Personen auf, die in der deutschsprachigen Wikipedia einen Artikel haben. Dieses ist eine Teilliste mit 58 Einträgen von Personen, deren Namen mit den Buchstaben „Rich“ beginnt.

## Rich
- Rich Boy (* 1983), US-amerikanischer Rapper
- Rich Homie Quan (1989–2024), US-amerikanischer Rapper
- Rich the Kid (* 1992), US-amerikanischer Rapper
- Rich, Adam (1968–2023), US-amerikanischer Schauspieler
- Rich, Adrienne (1929–2012), US-amerikanische Feministin, Dichterin, Dozentin und Autorin
- Rich, Alexander (1924–2015), US-amerikanischer Molekularbiologe und Biophysiker
- Rich, Arnold Rice (1893–1968), US-amerikanischer Pathologe
- Rich, Arthur (1910–1992), Schweizer Theologe, Sozial- und Wirtschaftsethiker
- Rich, B. Ruby, US-amerikanische Filmkritikerin, Filmwissenschaftlerin und Essayistin
- Rich, Barnabe († 1617), englischer Schriftsteller
- Rich, Ben (1925–1995), US-amerikanischer Flugzeugkonstrukteur
- Rich, Buddy (1917–1987), US-amerikanischer Jazz-SchlagzeugerBuddy Rich (1917–1987)

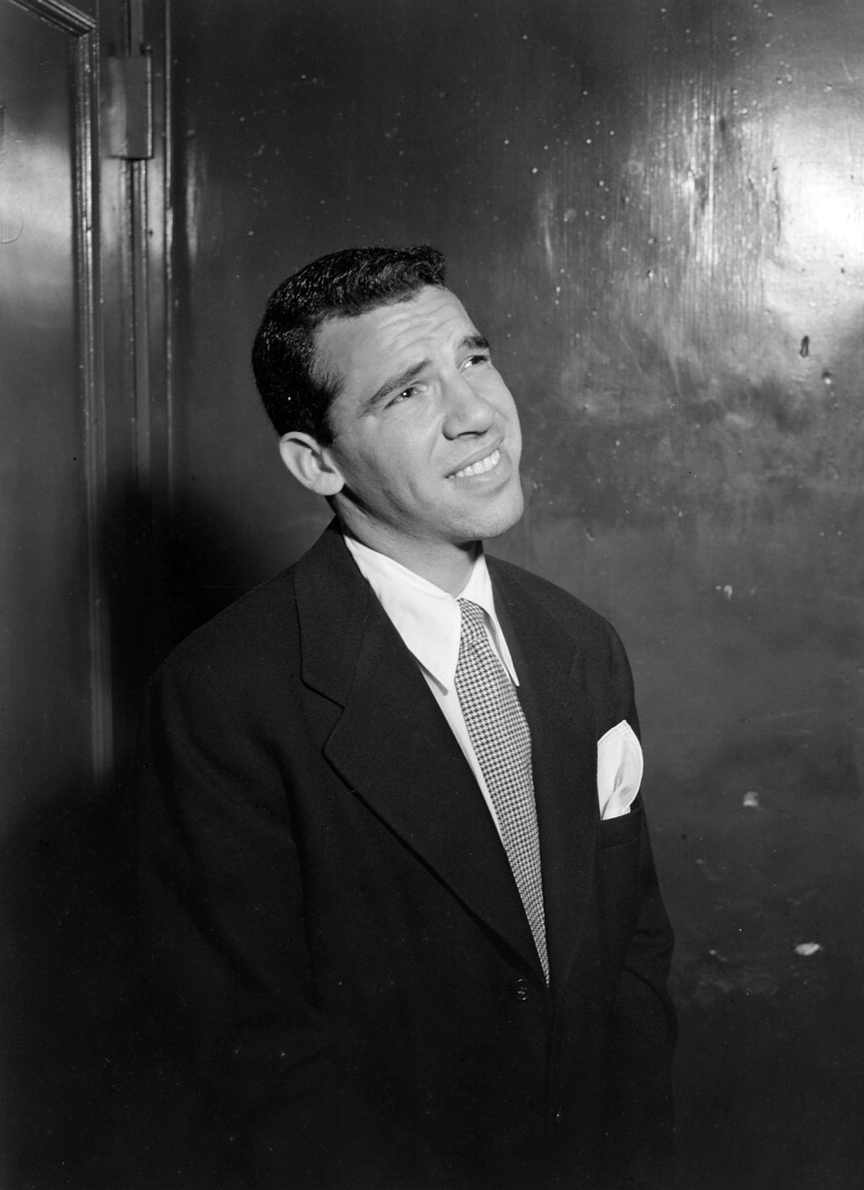
Buddy Rich (1917–1987)

- Rich, Carl West (1898–1972), US-amerikanischer Politiker (Republikanische Partei)
- Rich, Carol (* 1962), Schweizer Sängerin
- Rich, Catherine (1932–2021), französische Schauspielerin
- Rich, Charles (1771–1824), US-amerikanischer Politiker
- Rich, Charles W. G. (1910–1993), US-amerikanischer Offizier, Generalleutnant der US-Army
- Rich, Charles, 4. Earl of Warwick (1616–1673), englischer Adliger und Politiker
- Rich, Charlie (1932–1995), US-amerikanischer Country-Sänger
- Rich, Christopher (1657–1714), englischer Theatermanager
- Rich, Christopher (* 1953), US-amerikanischer Schauspieler
- Rich, Claude (1929–2017), französischer Schauspieler und AutorClaude Rich (1929–2017)

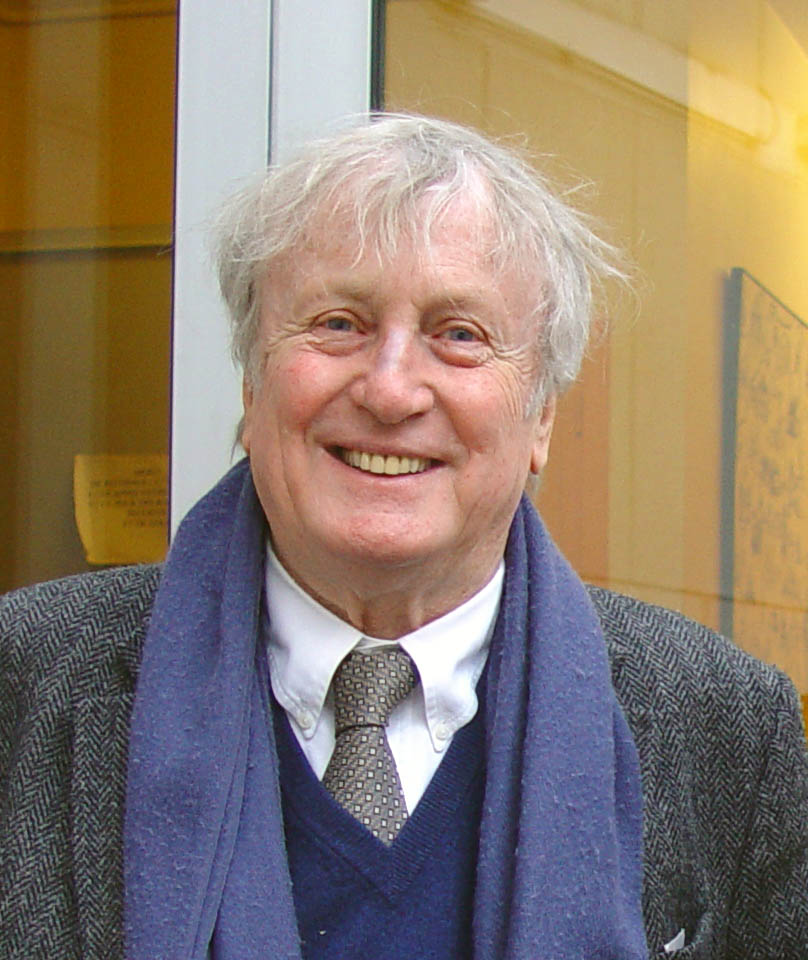
Claude Rich (1929–2017)

- Rich, Claudius James (1786–1820), britischer Orientalist und Reisender, Resident (entspricht in etwa einem Konsul) der East India Company in Bagdad
- Rich, Daniel H. (* 1942), US-amerikanischer Chemiker (Peptidchemie, pharmazeutische Chemie)
- Rich, Denise Eisenberg (* 1944), österreichische Liedtexterin, Philanthropin, Spendenbeschafferin und Dame der Gesellschaft
- Rich, Don (1941–1974), US-amerikanischer Gitarrist
- Rich, Freddie (1898–1956), US-amerikanischer Jazz-Komponist und Bigband-Leader
- Rich, Gwendolyn (* 1979), Schweizer Schauspielerin, Moderatorin, Sängerin und Fotomodell
- Rich, Henry, 1. Earl of Holland († 1649), englischer Adliger, Politiker und Offizier
- Rich, Irene (1891–1988), US-amerikanische Film- und Theaterschauspielerin
- Rich, Jeff (* 1953), britischer Schlagzeuger
- Rich, John († 1761), englischer Theatermanager
- Rich, John (1925–2012), amerikanischer Regisseur
- Rich, John Rowland (1928–1995), britischer Botschafter
- Rich, John Tyler (1841–1926), US-amerikanischer Politiker
- Rich, Lee (1918–2012), US-amerikanischer Film- und Fernsehproduzent
- Rich, Leslie (1886–1969), US-amerikanischer Schwimmer
- Rich, Louise Dickinson (1903–1991), US-amerikanische Schriftstellerin
- Rich, Marc (1934–2013), spanisch-israelischer Rohstoffhändler und Finanzinvestor
- Rich, Maria (* 1973), dänische Schauspielerin
- Rich, Maurice (1932–2022), australischer Weit- und Dreispringer
- Rich, Michael (* 1969), deutscher Radrennfahrer
- Rich, Mike (* 1959), US-amerikanischer Drehbuchautor
- Rich, Nathaniel (* 1980), US-amerikanischer Romancier und Essayist
- Rich, Norman (1921–2020), US-amerikanischer Historiker und Hochschullehrer
- Rich, Osaro Jürgen (* 1998), deutscher Basketballspieler
- Rich, Richard, 1. Baron Rich († 1567), Lordkanzler von EnglandRichard Rich, 1. Baron Rich († 1567)

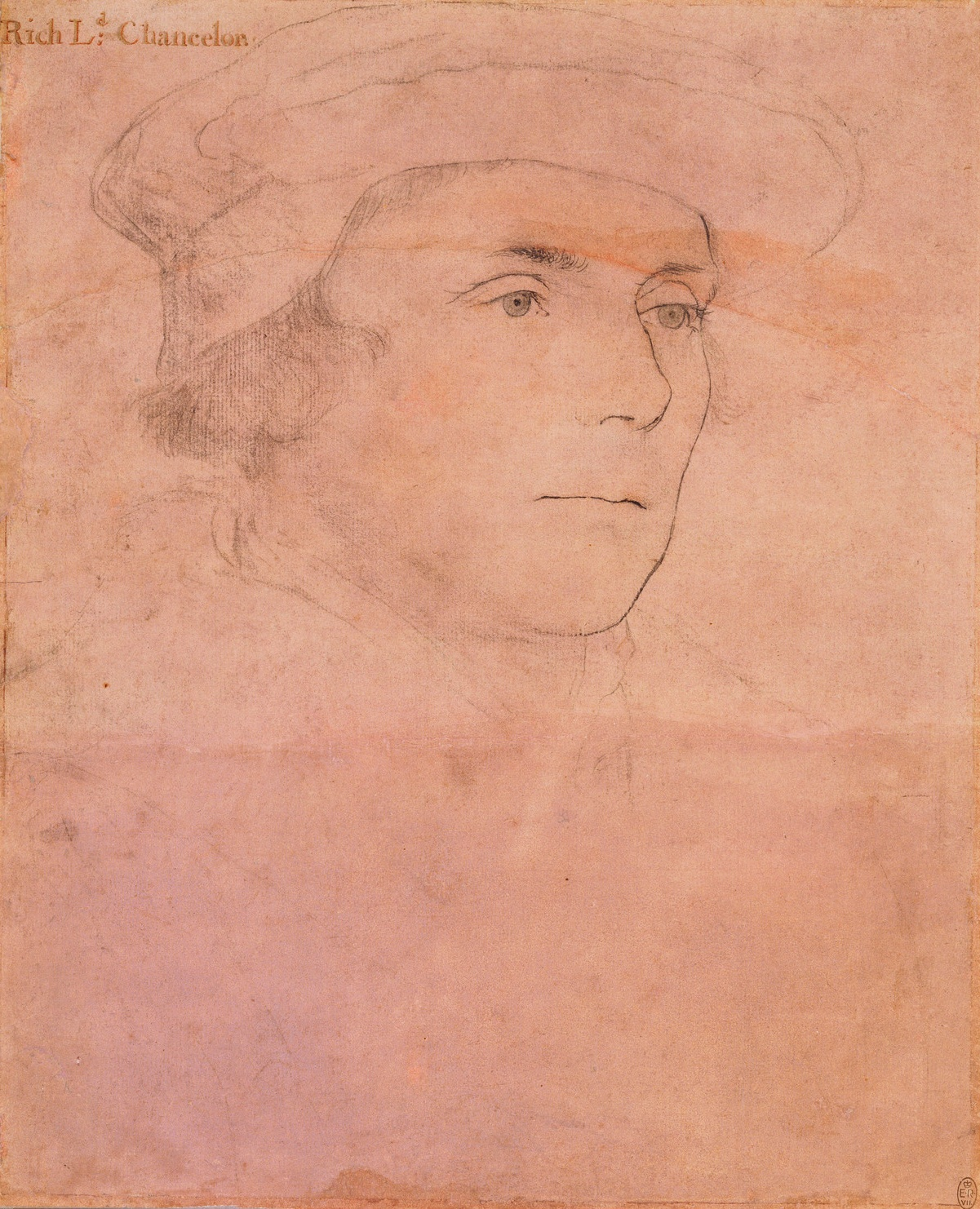
Richard Rich, 1. Baron Rich († 1567)

- Rich, Robert (* 1963), US-amerikanischer Ambient-Musiker
- Rich, Robert F. (1883–1968), US-amerikanischer Politiker
- Rich, Robert, 1. Earl of Warwick (1559–1619), englischer Adliger
- Rich, Robert, 2. Earl of Warwick (1587–1658), englischer Kolonialverwalter, Admiral und Puritaner
- Rich, Robert, 3. Earl of Warwick (1611–1659), englischer Adliger und Politiker
- Rich, Robert, 5. Earl of Warwick (1620–1675), englischer Adliger und Politiker
- Rich, Ron (* 1938), US-amerikanischer Schauspieler
- Rich, Simon (* 1984), US-amerikanischer Humorist, Romancier und Fernsehautor
- Rich, Thomas H. (* 1941), australischer Wirbeltier-Paläontologe
- Rich, Tony (* 1971), amerikanischer Sänger, Songwriter und Musikproduzent
- Rich, Vera (1936–2009), britische Dichterin, Journalistin und Übersetzerin aus dem Belarussischen und Ukrainisch